# Глюкокортикоиды

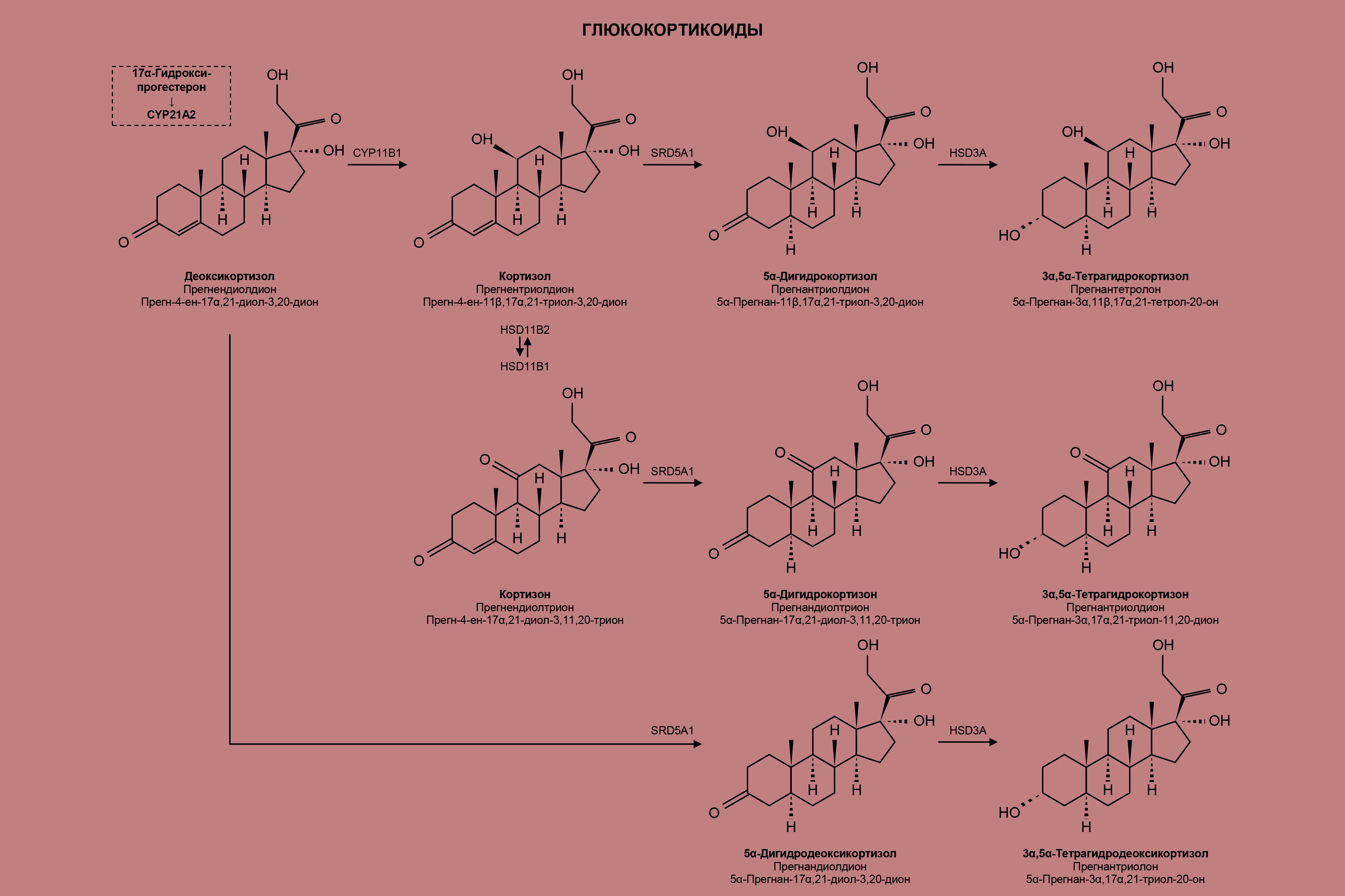
Биосинтез глюкокортикоидов

Глюкокортикоиды, или глюкокортикостероиды, — стероидные гормоны из подкласса кортикостероидов, продуцируемые корой надпочечников. Основным и наиболее активным естественным глюкокортикоидом человека является кортизол, но это не всегда верно для других животных, в том числе для других млекопитающих. Например, у крысы основным глюкокортикоидом является кортикостерон, а кортизола производится мало и он малоактивен для тканей организма крысы. У человека наоборот: кортикостерон производится в очень малых количествах и он малоактивен для тканей человеческого организма.

## Классификация глюкокортикоидов
- 11-Дезоксикортизол → Кортизол → 5α-Дигидрокортизол1 → 3α,5α-Тетрагидрокортизол1
- Кортизон → 5α-Дигидрокортизон1 → 3α,5α-Тетрагидрокортизон1
- 5α-Дигидродезоксикортизол1 → 3α,5α-Тетрагидродезоксикортизол1

## Физиологическая роль
Глюкокортикоиды обладают разносторонним действием на организм.

### Влияние на кроветворение
Глюкокортикоиды тормозят синтез гемопоэтических факторов – IL-4 и гранулоцитарно-макрофагального колониестимулирующего фактора (GM-CSF), которые необходимы для процесса деления стволовых клеток костного мозга. Поэтому на фоне введения глюкокортикоидов в крови снижается уровень лимфоцитов, моноцитов, базофилов, эозинофилов. В то же время образование нейтрофилов в костном мозге и их концентрация в крови возрастает. После однократного введения глюкокортикоидов этот эффект достигает максимального значения к 6-му часу и уменьшается к концу суток.

### Ответ на стресс и противошоковое действие
Глюкокортикоиды и адреналин являются основными веществами, выделяемыми организмом в ответ на стресс, травмы, кровопотерю, шоковые состояния и готовят организм к сценарию «сражайся или беги». Они повышают системное артериальное давление, чувствительность миокарда и стенок сосудов к катехоламинам, предотвращают десенситизацию рецепторов к катехоламинам при их высоком уровне.
Глюкокортикоиды оказывают мощное антистрессовое, противошоковое действие. Инъекция кортизона может быть использована для кратковременного облегчения боли.

### Влияние на обмен веществ
Глюкокортикоиды повышают уровень глюкозы в крови, увеличивают глюконеогенез из аминокислот в печени, тормозят захват и утилизацию глюкозы клетками периферических тканей, угнетают активность ключевых ферментов гликолиза, снижают синтез гликогена в печени и скелетных мышцах, усиливают катаболизм белков и уменьшают их синтез, повышают анаболизм жиров в подкожной жировой клетчатке и других тканях.
Кроме того, глюкокортикоиды оказывают также определённое минералокортикоидное действие — способствуют задержке катиона натрия, аниона хлора и воды, усилению выведения катионов калия и кальция.

### Взаимоотношения с другими гормонами
Понижают секрецию печенью соматомедина и инсулиноподобных факторов роста в ответ на соматотропин, понижают чувствительность периферических тканей к соматомедину и соматотропину, тем самым тормозя анаболические процессы и линейный рост. Также глюкокортикоиды понижают чувствительность тканей к гормонам щитовидной железы и половым гормонам.
Глюкокортикоиды являются мощными контринсулярными гормонами: они понижают чувствительность тканей к инсулину. Повышение секреции глюкокортикоидов в ответ на гипогликемию или в ответ на гиперинсулинемию при нормальном уровне глюкозы крови является одним из физиологических механизмов быстрой коррекции гипогликемии или предотвращения гипогликемии при гиперинсулинемии.

### Иммунорегулирующее действие
Глюкокортикоиды обладают мощным иммунорегулирующим действием. Они угнетают активность клеток лимфоидного ряда, тормозят созревание и дифференцировку как Т-, так и B-субпопуляций лимфоцитов, вызывают апоптоз лимфоидных клеток и тем самым снижают количество лимфоцитов в крови. Глюкокортикоиды также тормозят продукцию антител B-лимфоцитами и плазматическими клетками, уменьшают продукцию лимфокинов и цитокинов разными иммунокомпетентными клетками, угнетают фагоцитарную активность лейкоцитов.
Глюкокортикоиды угнетают эозинофилопоэз и вызывают апоптоз зрелых эозинофилов крови, и тем самым снижают содержание эозинофилов в крови вплоть до полной анэозинопатии (отсутствия в пробе крови эозинофильных лейкоцитов).

### Противовоспалительная активность
Глюкокортикоиды обладают свойством существенно уменьшать воспаление. Они тормозят активность различных разрушающих ткани ферментов — протеаз и нуклеаз, матриксных металлопротеиназ, гиалуронидазы, фосфолипазу А2 и другие, тормозят синтез простагландинов, кининов, лейкотриенов и других медиаторов воспаления из арахидоновой кислоты. Они также понижают проницаемость тканевых барьеров и стенок сосудов, тормозят экссудацию в очаг воспаления жидкости и белка, миграцию лейкоцитов в очаг (хемотаксис) и пролиферацию соединительной ткани в очаге, стабилизируют клеточные мембраны, тормозят перекисное окисление липидов, образование в очаге воспаления свободных радикалов и многие другие процессы, играющие роль в осуществлении воспаления.
Один из механизмов такого действия связан с индуцированием выделения белков, ингибирующих фосфолипазу A2 и известных под общим названием «липокортины». Эти белки, как предполагается, контролируют биосинтез таких сильнодействующих медиаторов воспаления, как простагландины и лейкотриены, путём торможения высвобождения их общего предшественника — арахидоновой кислоты. Арахидоновая кислота выделяется из мембранных фосфолипидов под действием фосфолипазы A2.

### Антиаллергическое действие
Глюкокортикоиды уменьшают аллергию. Механизмы этого их свойства могут быть обусловлены понижением выработки IgE-иммуноглобулинов, повышением гистамин-связывающей (гистаминопексической) способности крови, стабилизацией мембран тучных клеток и уменьшением высвобождения из них медиаторов аллергии, понижением чувствительности периферических тканей к гистамину и серотонину с одновременным повышением чувствительности к адреналину и пр.

## Антагонисты глюкокортикоидов
В настоящее время не существует клинически применимого антагониста глюкокортикоидных эффектов, поскольку увеличение секреции АКТГ быстро преодолевает действие блокады этих эффектов за счет повышения секреции кортизола надпочечниками. Однако некоторые стероиды проявляют частичную или тканезависимую способность к конкурентному торможению действия кортизола и родственных глюкокортикоидов.
Большинство глюкокортикоидов обладает аксиальной 11гидроксильной группой, которая может играть важную роль в связывании и активации рецептора. Такие стероиды, как кортизон и кортексолон (11дезоксикортизол или соединение S) и производные прогестерона, связываются с глюкокортикоидными рецепторами, но практически не обладают собственной глюкокортикоидной биологической активностью.
Эти соединения могут действовать как частичные агонисты или антагонисты, особенно in vitro, когда они не метаболизируются дальше в глюкокортикоиды.
In vivo последний процесс может препятствовать проявлению полного антиглюкокортикоидного действия таких стероидов, за исключением неметаболизируемых соединений, таких, как ципротеронацетат и позднее полученные антагонисты.
«Эндокринология и метаболизм», Ф.Фелиг, Д.Бакстер

## Побочные действия глюкокортикоидов
Глюкокортикоиды, применяемые местно, в отличие от принимаемых пероральных, внутримышечных и внутривенных, обладают значительно меньшими побочными действиями на организм. Длительный прием приводит к появлению тяжелых побочных действий (снижение иммунитета, остеопороз, гипергликемия, изъязвление слизистой оболочки желудка, нарушение минерального и белкового обменов, психические нарушения, перераспределение жировой ткани, глаукома, катаракта, задержка физического и психического развития у детей и др.).